# АБ (футбольный клуб)
АБ — фарерский футбольный клуб из города Арджир. Основан в 1973 году. Выступает на стадионе «Инни уй Вика», вмещающем 2 000 зрителей. Лучшим результатом клуба в чемпионате является шестое место в 2009 году.
В 2006 и 2008 годах АБ занимал второе место в первом дивизионе, получая право выступать в Премьер-лиге, но задерживался в ней ненадолго и возвращался обратно в первый дивизион.
В составе клуба также существует женская команда, которая становилась серебряным призёром чемпионата в 2006, 2008, 2009 годах и выигрывала Кубок Фарерских островов в 2009 году.